# 55e méridien est
En géographie, le 55e méridien est est le méridien joignant les points de la surface de la Terre dont la longitude est égale à 55° est.

## Géographie

### Dimensions
Comme tous les autres méridiens, la longueur du 55e méridien correspond à une demi-circonférence terrestre, soit 20 003,932 km. Au niveau de l'équateur, il est distant du méridien de Greenwich de 6 123 km,.
Avec le 125e méridien ouest, il forme un grand cercle passant par les pôles géographiques terrestres.

### Régions traversées
En commençant par le pôle Nord et descendant vers le sud au pôle Sud, Le 55e méridien est passe par:
| Coordonnées          | Pays, territoire ou mer | Notes |
| -------------------- | ----------------------- | --- |
| 90° 00′ N, 55° 00′ E | Océan Arctique          | |
| 81° 05′ N, 55° 00′ E | Russie                  | Île Salisbury et Île Luigi, Terre François-Joseph                                                          |
| 80° 42′ N, 55° 00′ E | Mer de Barents          | |
| 80° 30′ N, 55° 00′ E | Russie                  | Îles dans Terre François-Joseph                                                                            |
| 80° 24′ N, 55° 00′ E | Mer de Barents          | |
| 74° 08′ N, 55° 00′ E | Russie                  | Île Severny et Île Ioujny, Nouvelle-Zemble                                                                 |
| 70° 35′ N, 55° 00′ E | Mer de Barents          | Mer de Petchora                                                                                            |
| 68° 56′ N, 55° 00′ E | Russie                  | Une petite île                                                                                             |
| 68° 55′ N, 55° 00′ E | Mer de Barents          | Mer de Petchora                                                                                            |
| 68° 25′ N, 55° 00′ E | Russie                  | |
| 50° 53′ N, 55° 00′ E | Kazakhstan              | |
| 41° 47′ N, 55° 00′ E | Turkménistan            | |
| 37° 50′ N, 55° 00′ E | Iran                    | |
| 26° 37′ N, 55° 00′ E | Golfe Persique          | Passe juste à l'ouest de l'île de Abou-Moussa, Iran (revendiqué par Émirats arabes unis)                   |
| 24° 58′ N, 55° 00′ E | Émirats arabes unis     | Passe par Jebel Ali, Dubaï                                                                                 |
| 22° 39′ N, 55° 00′ E | Arabie saoudite         | |
| 20° 00′ N, 55° 00′ E | Oman                    | |
| 17° 01′ S, 55° 00′ E | Océan Indien            | Passe juste à l'ouest de l'île Silhouette, Seychelles Passe juste à l'ouest de l'île de La Réunion, France |
| 60° 00′ S, 55° 00′ E | Océan Austral           | |
| 65° 53′ S, 55° 00′ E | Antarctique             | Territoire antarctique australien, revendiqué par l' Australie                                             |